# Kjonga
Die Kjonga (russisch Кёнга; auch falsch Kenga von der vereinfachten russischen Form Кенга) ist der 498 Kilometer lange rechte Quellfluss der Parabel im Westsibirischen Tiefland in Russland.

## Verlauf
Die Kjonga entfließt auf etwa 140 m Höhe den Sümpfen der Wassjuganje an ihrem Nordrand, unweit der Grenze der Oblast Tomsk zur Oblast Nowosibirsk. Danach durchfließt sie zumeist stark mäandrierend die flache Taigalandschaft in nordöstlicher, später vorwiegend nördlicher Richtung, bis sie sich schließlich mit dem etwas wasserreicheren, aber kürzeren Tschusik nahe dem Dorf Ust-Tschusik in 62 m Höhe zum linken Ob-Nebenfluss Parabel vereinigt.
Die wichtigsten der Vielzahl kleinerer Zuflüsse der Kjonga sind die Kwema von rechts sowie Jemelitsch, Pusa (Puscha) und Sambus von links.

## Hydrographie
Das Einzugsgebiet der Kjonga umfasst 8570 km². Im Unterlauf erreicht der Fluss eine Breite von knapp 50 m bei einer Tiefe von 1,5 m; die Fließgeschwindigkeit beträgt hier 0,4 m/s.
Der Fluss gefriert zwischen Ende Oktober/Anfang November und Ende April/Anfang Mai. Die Wasserführung der Kjonga bei Zentralny 127 km oberhalb der Mündung beträgt im Jahresdurchschnitt 24,0 m³/s bei einem Minimum von 7,0 m³/s im März und einem Maximum von 99,6 m³/s im Mai.

## Infrastruktur
Die Kjonga ist auf 122 km (für kleinere Fahrzeuge) ab der Siedlung Zentralny schiffbar.
Das durchflossene Gebiet ist nur dünn besiedelt. Am Fluss liegen nur die zum Rajon Baktschar gehörenden Orte Kjonga und Zentralny (der Unterlauf liegt auf dem Territorium des Rajon Parabel). Kjonga ist über einen Fahrweg nach Parbig am östlich benachbarten, etwa parallel zu Kjonga und Parabel fließenden Ob-Nebenfluss Parbig an das russische Straßennetz angeschlossen.